# Mona Horncastle
Mona Horncastle (* 22. Dezember 1973 in Heilbronn, Deutschland) ist eine deutsche Autorin und Kuratorin. Sie lebt in München und Berlin.

## Leben und Wirken
Mona Horncastle wuchs als Tochter in einer Unternehmerfamilie mit zwei Geschwistern in Heilbronn auf. Sie ist Mutter von Zwillingen (* 1996) und mit dem Juristen Dominik Müller-Feyen verheiratet. Nach dem Abitur 1993 am Mönchseegymnasium in Heilbronn machte sie eine Ausbildung zur Architekturfotografin bei Roland Halbe in Stuttgart. Nach Geburt der Kinder studierte sie Philosophie- und Kunstgeschichte an der Otto-Friedrich-Universität in Bamberg. Ihre Magisterarbeit in Philosophie zum Thema „Daseinsbedingungen bei Nietzsche, Heidegger und Sartre – Die Beschreibung einer Entwicklung der Existenzweisen in der Moderne“ wurde von Roland Simon-Schäfer betreut. Im Anschluss arbeitet sie kurzzeitig bei der Deutschen Verlags-Anstalt und im Hugendubel Verlag in München und gründete 2005 den Horncastle Verlag mit Schwerpunkt Kunst & Kultur für Kinder. 2013 erhielt sie für ihre verlegerische Arbeit die Auszeichnung als Bester Bayerischer Kleinverlag durch den Freistaat Bayern. 2014 folgte die Gründung der Mona Horncastle Bildungsprojekte gemeinnützige GmbH zur Förderung kultureller Projekte. Seit 2016 ist sie als freie Autorin von Biografien und als Kuratorin kulturwissenschaftlicher Ausstellungen tätig. 2023 wurde sie an der Humboldt-Universität zu Berlin promoviert. Ihr Forschungsgegenstand war die Werkbiografie der in Vergessenheit geratenen deutsch-baltischen Malerin Hedwig Ruetz, deren umfangreicher Nachlass und deren Wirken im Umfeld der Berliner Secession.

## Auszeichnungen
- 2013: Preis für den Besten Bayerischen Kleinverlag durch das Kultusministerium Bayern[3]

## Ausstellungen
- Josephine Baker. Icon in Motion, 26. Januar – 28. April 2024, Neue Nationalgalerie, Berlin, Kuratiert von: Klaus Biesenbach, Lisa Botti, Terri Francis, Mona Horncastle, Kandis Williams.[4]
- Vom Krafttier zum Angsttier. Kulturgeschichte des Wolfes, 13. Dezember 2023 – 1. September 2024, Schlossmuseum Linz, Kuratiert von: Mona Horncastle.[5]
- Josephine Baker. Freiheit, Gleichheit, Menschlichkeit, 18. Mai – 24. September 2023, Kunst- und Ausstellungshalle der Bundesrepublik Deutschland, Bonn, Kuratiert von: Mona Horncastle, Katharina Chrubasik.[6]
- DAS WIR IM ICH. Bauernkrieg und Bilderkosmos Communale Oberösterreich, 2. Juli – 26. Oktober 2022, Schloss Starhemberg, Eferding, Kuratiert von: Mona Horncastle, Alfred Weidiger.[7]
- Anna Heindl. Longtime Love Affairs, 8. Oktober 2020 – 10. Januar 2021, Schlossmuseum Linz, Kuratiert von: Mona Horncastle.[8]
- Klimt & Shunga – Explizit Erotisches aus Wien und Japan, 19. März – 19. Juni 2016, Buchheim Museum, Bernried, Kuratiert von: Mona Horncastle.[9]

## Publikationen
- Horncastle, Mona; Venzl, Maria (Red.); OÖ Landes-Kultur GmbH (Hg.): Francisco Carolinum. Das Magazin für Fotografie und Medienkunst, Nr. 1, Linz 2020 / Nr. 2, Linz 2021 / Nr. 3, Linz 2022 / Nr. 4, Linz 2023.
- Horncastle, Mona: Hedwig Ruetz (1879–1966). Werkbiografie einer vergessenen Künstlerin im Umfeld der Berliner Secession, Humboldt-Universität zu Berlin, 2023, doi:10.18452/26633[10]
- Horncastle, Mona (PM); OÖ Landes-Kultur GmbH (Hg.); Dohms, Annette; Facchin, Valeria; Kleinknecht, Inga (Texte): Gretchen Andrew – Trust Boundary, Katalog zur Ausstellung im Francisco Carolinum, Linz 2022, Distanz Verlag, ISBN 978-3-85474-373-6[11]
- Horncastle, Mona (Text, Konzept, PM); OÖ Landes-Kultur GmbH (Hg.): Gerhard Haderer Kosmos, Katalog zur Ausstellung im Schlossmuseum, Linz 2022, ISBN 978-3-85474-380-4[12]
- Horncastle, Mona (Text, Konzept); Fohringer, Petra (Red.); OÖ Landes-Kultur GmbH (Hg.): Anna Heindl. Longtime Love Affairs. Katalog zur Ausstellung im Schlossmuseum, Linz 2021, ISBN 978-3-85474-359-0[13]
- Horncastle, Mona (Text, Konzept, PM); OÖ Landes-Kultur GmbH (Hg.): Parov Stellar. I‘ll be OK soon. Katalog zur Ausstellung im Francisco Carolinum, Linz 2021, ISBN 978-3-85474-376-7[14]
- Horncastle, Mona (Pm.); OÖ Landes-Kultur GmbH (Hg.): Proof of Art. A short history of NFTs, from the beginning of digital art to the metaverse, Katalog zur Ausstellung im Francisco Carolinum, Linz 2021, Distanz Verlag, ISBN 978-3-85474-358-3[15]
- Horncastle, Mona: Manfred Wakolbinger. Space Is The Place. Begleitbuch zur Ausstellung im Schlossmuseum, Linz 2020, ISBN 978-3-85474- 355-2[16]
- Horncastle, Mona: Josephine Baker. Weltstar. Freiheitskämpferin. Ikone. Mit einem Nachwort von Annette Dorgerloh, Wien 2020, ISBN 978-3-222-15046-3
- Horncastle, Mona: Margarete Schütte-Lihotzky. Architektin. Widerstandskämpferin. Aktivistin. Mit einem Nachwort von Uta Graff, Wien 2019, ISBN 978-3-222-15036-4[17]
- Horncastle, Mona; Weidinger, Alfred: Gustav Klimt. Die Biografie, Wien 2018, ISBN 978-3-7106-0192-7[18]
- Horncastle, Mona: Explizit Erotisch. Shunga als Inspirationsquelle für Gustav Klimt. In: Ostasiatische Zeitschrift, Nr. 32, Köln 2016, S. 35–43.[19]
- Horncastle, Mona; Weidinger, Alfred: Klimt & Shunga. Explizit Erotisches aus Wien und Japan, Bernried 2016, ISBN 978-3-7659-1090-6[20]
- Horncastle, Mona; Weidinger, Alfred: Klimts Frauenbilder, München 2015, ISBN 978-3-86228-132-9[21]